# Elezioni statali in Brandeburgo del 2019
Le elezioni statali in Brandeburgo si sono svolte il 1º settembre 2019 per eleggere i componenti del settimo Landtag del Brandeburgo. Il governo in carica del Partito Socialdemocratico di Germania (SPD) e Die Linke, guidato dal Ministro presidente Dietmar Woidke, fu sconfitto. Entrambi i partiti persero voti, come anche la Unione Cristiano-Democratica di Germania (CDU). Alternativa per la Germania (AfD) raddoppiò i propri seggi e si posizionò secondo; anche Alleanza 90/I Verdi acquisì consensi.
Dopo le elezioni, SPD costituì un governo con CDU e Verdi; Woidke fu quindi rieletto Ministro presidente.

## Risultati
|           |                                                                 |           |      |       |       |           |  |  |  |
| Liste     | Liste                                                           | Voti      | %    | +/- % | Seggi | +/- seggi |  |  |  |
|           | Partito Socialdemocratico di Germania                           | 331.238   | 26,2 | 5,7   | 25    | 5         |  |  |  |
|           | Alternative für Deutschland                                     | 297.484   | 23,5 | 11,3  | 23    | 12        |  |  |  |
|           | Unione Cristiano-Democratica di Germania                        | 196.988   | 15,6 | 7,4   | 15    | 6         |  |  |  |
|           | Alleanza 90/I Verdi                                             | 136.364   | 10,8 | 4,6   | 10    | 4         |  |  |  |
|           | Die Linke                                                       | 135.588   | 10,7 | 7,9   | 10    | 7         |  |  |  |
|           | Movimento Civico Unito del Brandeburgo / Liberi Elettori        | 63.851    | 5,0  | 2,3   | 5     | 2         |  |  |  |
|           | Partito Liberale Democratico                                    | 51.660    | 4,1  | 2,6   | 0     | Stabile   |  |  |  |
|           | Partito per l'Umanità, l'Ambiente e la Protezione degli Animali | 32.959    | 2,6  | 2,6   | 0     | Stabile   |  |  |  |
|           | Partito Pirata                                                  | 8.712     | 0,7  | 0,8   | 0     | Stabile   |  |  |  |
|           | Altri                                                           | 10.292    | 0,8  |       | -     | -         |  |  |  |
| Totale    | Totale                                                          | 2.965.106 | 100  |       | 88    |           |  |  |  |
| Affluenza | Affluenza                                                       |           | 61,3 | 13,4  |       |           |  |  |  |